# 1995-ös Formula–1 európai nagydíj
Az európai nagydíj volt az 1995-ös Formula–1 világbajnokság tizennegyedik futama.

## Futam
A Nürburgringen rendezett európai nagydíjon Coulthard szerezte meg a pole-t Hill és Schumacher előtt. Az aszfalt még nedves volt a rajtnál, a versenyzők nagy része ezért esőgumival rajtolt. Egyedül Alesi indult slick gumival az élmezőnyből. Ennek köszönhetően az élre állt, miután a többiek a már felszáradt pályára való slick gumikért álltak ki a boxba. Schumacher harmadik kiállása után 22 másodperces hátrányát ledolgozta Alesivel szemben és 3 körrel a leintés előtt megelőzte a franciát a Veedol-sikánban, így győzött. Coulthard lett a harmadik, Hill nem sokkal a verseny vége előtt hibázott és kiesett.
| Helyezés | #  | Versenyző                | Csapat/Motor       | Futott körök | Idő/Kiesés oka      | Rajthely | Pontszám |
| -------- | -- | ------------------------ | ------------------ | ------------ | ------------------- | -------- | -------- |
| 1        | 1  | Michael Schumacher       | Benetton-Renault   | 67           | 1:39:59,044         | 3        | 10       |
| 2        | 27 | Jean Alesi               | Ferrari            | 67           | +2,684              | 6        | 6        |
| 3        | 6  | David Coulthard          | Williams-Renault   | 67           | +35,382             | 1        | 4        |
| 4        | 14 | Rubens Barrichello       | Jordan-Peugeot     | 66           | +1 kör              | 11       | 3        |
| 5        | 2  | Johnny Herbert           | Benetton-Renault   | 66           | +1 kör              | 7        | 2        |
| 6        | 15 | Eddie Irvine             | Jordan-Peugeot     | 66           | +1 kör              | 5        | 1        |
| 7        | 25 | Martin Brundle           | Ligier-Mugen-Honda | 66           | +1 kör              | 12       |          |
| 8        | 8  | Mika Häkkinen            | McLaren-Mercedes   | 65           | +2 kör              | 9        |          |
| 9        | 23 | Pedro Lamy               | Minardi-Ford       | 64           | +3 kör              | 16       |          |
| 10       | 4  | Mika Salo                | Tyrrell-Yamaha     | 64           | +3 kör              | 15       |          |
| 11       | 24 | Luca Badoer              | Minardi-Ford       | 64           | +3 kör              | 18       |          |
| 12       | 9  | Massimiliano Papis       | Footwork-Hart      | 64           | +3 kör              | 17       |          |
| 13       | 21 | Pedro Diniz              | Forti-Ford         | 62           | +5 kör              | 22       |          |
| 14       | 3  | Gabriele Tarquini        | Tyrrell-Yamaha     | 61           | +6 kör              | 19       |          |
| 15       | 16 | Jean-Denis Deletraz      | Pacific-Ilmor      | 60           | +7 kör              | 24       |          |
| Kiesett  | 5  | Damon Hill               | Williams-Renault   | 58           | Kicsúszás           | 2        |          |
| Kiesett  | 17 | Andrea Montermini        | Pacific-Ilmor      | 45           | Kifogyott üzemanyag | 20       |          |
| Kiesett  | 29 | Jean-Christophe Boullion | Sauber-Ford        | 44           | Ütközés             | 13       |          |
| Kiesett  | 28 | Gerhard Berger           | Ferrari            | 40           | Elektronika         | 4        |          |
| Kiesett  | 22 | Roberto Moreno           | Forti-Ford         | 22           | Féltengely          | 23       |          |
| Kiesett  | 30 | Heinz-Harald Frentzen    | Sauber-Ford        | 17           | Kicsúszás           | 8        |          |
| Kiesett  | 26 | Olivier Panis            | Ligier-Mugen-Honda | 14           | Kicsúszás           | 14       |          |
| Kiesett  | 7  | Mark Blundell            | McLaren-Mercedes   | 14           | Baleset             | 10       |          |
| Kiesett  | 10 | Inoue Taki               | Footwork-Hart      | 0            | Elektronika         | 21       |          |

## A világbajnokság élmezőnyének állása a verseny után
| H  | Versenyzők         | Pont | H  | Konstruktőrök    | Pont |
| -- | ------------------ | ---- | -- | ---------------- | ---- |
| 1. | Michael Schumacher | 82   | 1. | Benetton-Renault | 112  |
| 2. | Damon Hill         | 55   | 2. | Williams-Renault | 92   |
| 3. | David Coulthard    | 43   | 3. | Ferrari          | 68   |
| 4. | Johnny Herbert     | 40   | 4. | McLaren-Mercedes | 21   |
| 5. | Jean Alesi         | 40   | 5. | Sauber-Ford      | 18   |

- A Benetton-Renault  és a Williams-Renault csapatok szabálytalan üzemanyag használata miatt nem kapták meg az brazil nagydíjon a nekik járó pontokat.

## Statisztikák
Vezető helyen:
- David Coulthard: 12 (1-12)
- Jean Alesi: 52 (13-64)
- Michael Schumacher: 3 (65-67)

Michael Schumacher 17. győzelme, 21. leggyorsabb köre, David Coulthard 4. pole-pozíciója.
- Benetton 23. győzelme.

Gabriele Tarquini utolsó versenye.